# Степанки (Черкаський район)
Степа́нки — село в Україні, в Черкаському районі Черкаської області, центр Степанківської сільської громади. Розташоване на лівому березі річки Тясмину, за 10 км від обласного центру — міста Черкаси. В селі проживає 2 400 людей.

## Походження назви
На землях, де зараз розташоване село Степанки, в XVI ст. міщани Черкаського замку займалися уходництвом.
В «Описі Черкаського замку» 1552 року згадується міщанин Хоцко, який, ймовірно, займався уходництвом на території сусіднього села Хацьки.
Жителів Черкаського замку в 1552 році з іменем Степан є декілька, тому не відомо, хто з них володів тут уходницькими угіддями. Інші сусідні населені пункти мають також антропонімічне походження, тобто походять від імені власника (Нечаїв хутір – Нечаївка, Леськів хутір – Леськи, Хацьків хутір – Хацьки, Вергунів хутір – Вергуни і т. д.).
Це дає підстави стверджувати, що назва села Степанки за аналогією з іншими хуторами трансформувалася зі Степанків хутір – до Степанівка, а згодом - до Степанки.

## Історія

### Від найдавніших часів до першої писемної згадки
Перші люди на території села з’явилися в період середнього палеоліту. Цьому сприяло розташування території села біля річки, що давало змогу людині використовувати природні переваги даної місцевості. Близько 100 тис. років тому територія села потрапила під просування льодовика.
Перші підтверджені сліди людини датуються IV-III тис. до н.е. – племена Трипільської культури, поселення яких виявлено на території села. 
В період бронзової доби (III тис. до н.е.) на території Степанок виявлено поселення людей, які використовували кераміку зі шнуровим орнаментом.
На початку ранньозалізної доби тут проживали носії білозерської культури (XII-X ст. до н. е.), які є, ймовірно, кімерійцями. В подальший період ранньої залізної доби тут проживали скіфські племена.
На початку нашої ери територія села Степанки була заселена слов’янськими племенами уличів. В подальшій історії ця територія стала своєрідною межею між кочовим Степом та слов’янським світом. В період Русі-України територія села знаходилася в зоні впливу кочових народів.
З ХIV ст. землі села потрапляють під владу Великого князівства Литовського, а з 1569 року – до Речі Посполитої. Територія села входила до Черкаського повіту (староства).
Перша писемна згадка про село Степанки – 1653 рік. Саме цього року до Богдана Хмельницького в Чигирин їхали на переговори представники московського царя: «и не доезжая Смелой за полверсты встретил Родиона и Мартимьяна с Смелой сотник Васко с знаменем. И того же числа Родион и Мартимьян приехали в село Степановку. А из села Степановки поехали к Чигирину декабря в 24 день».
Назва Степанівка в майбутньому трансформувалася в Степанки.

### У складі Речі Посполитої та Гетьманщини
В середині XVII ст. поселення на території села Степанки залишалося маленькими хутором. На «Загальній карті України» французького військового інженера Гійома Левассера де Боплана 1648-1660 років тут взагалі не зображено ніяких населених пунктів.
В наступний період Руїни повноцінного села тут також не було, адже ця територія потрапила в епіцентр руйнівних походів 70-х років XVII століття. Після невдалого походу турки і татари спалили та спустошили населені пункти Правобережжя вздовж р. Дніпро. Найбільше постраждала територія від Києва до Чигирина. Частину місцевого населення перегнали на Лівобережжя під час Великого згону 1678-1679 року, а населені пункти знову спустошили і спалили. Стабільний розвиток і зростання села Степанки розпочинається наприкінці 90-х років XVIІ століття. Саме в цей час польський король видав універсал про передачу козакам земель між Київським Поліссям, річками Тікич та Тясмин. На 1754 рік село належало до Білозірського ключа Черкаського староства Київського воєводства.
Згідно з Люстрацією в 1765 році в селі Степанки існував 61 будинок (55 будинків підданих селянських та міщанських, які сплачували чинш, 4 вільних, які несли військову службу (десятники, сотники, осавули та ін.) і 2 пустки). Тобто, більшість жителів с. Степанки становили міщани та селяни.
За наступною Люстрацією 1789 року в селі існувало 62 будинки.

### Етапи заселення села
Етап 1. Місцеве населення – вихідці з жителів Черкаського замку, які займаючись тут уходництвом, осідали на постійне місце проживання.
Етап 2. Наприкінці XVI – на початку XVIІ століття Київський Печерський монастир володів майже сотнею сіл і містечок на території сучасної Київщини та Житомирщини. Оскільки в середині XVIІ століттях дані території частково належали цьому монастирю, то цілком ймовірно, що частина місцевих жителів є вихідцями з території сучасних Київської та Житомирської областей.
Етап 3. Місцеве населення – вихідці з навколишніх сіл та містечок, що переселилися сюди в ході польської політики заселення даного регіону. Підтвердженням цього є думка В. Щербини: польська колонізація даного регіону була незначною, а більшість населення складалося з нащадків жителів краю, а повинності тут були значно менші ніж на інших територіях. Проте якщо, наприклад, переглянути Ревізькі казки старостинських селян 1795 року з навколишніх сіл, то можна віднайти лише поширені українські прізвища (Шевченко, Бондаренко, Чубенко, Коваль, Вакула), а типових прізвищ жителів Степанок (Хандусь, Жупинас, Зеленько та ін.) немає в жодному селі.
Етап 4. У другій половині XVIII століттях ці землі належали воєводі волинському та старості Черкаському Ієроніму Сангушку. Він володів маєтностями на Галичині, Волині та ін. За тодішньою традицією землевласники полюбляти переселяти своїх підданих з одного регіону до іншого. Підтвердженням цієї версії може бути широкий ареал прізвища Труба на Галичині. У XVIII-XIX ст. це прізвище було поширене й в селі Степанки, але згодом трансформувалося в Трубенко.

### У складі Російської імперії
Після Другого поділу Речі Посполитої 1793 року село Степанки разом з Черкаським староством перейшло у власність воєводи волинського та старости Черкаського Ієроніма Сангушка. Населення села в цей час складало 350 чоловік, причому 8 чоловік «бездворних», а 9 проживало в будинках у сусідів, тобто бездомні.
Згідно з новим адміністративно-територіальним устроєм в Російській імперії село Степанки увійшло до складу Вергунівської волості Черкаського повіту Київської губернії.
Саме на початку ХIX ст. вперше зустрічається зображення села Степанки на картах – французька карта «Європейська Росія» 1812 р., що свідчить про значне збільшення села. 

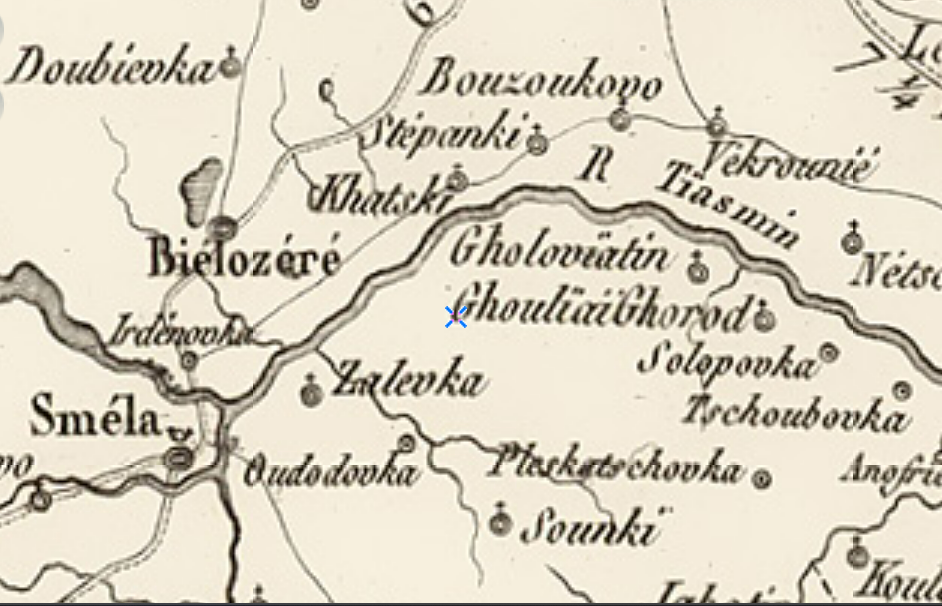

В селі в цей час було 3 дерев’яні та 2 кам’яні млини, корчма та шинок.
В 1864 р. в с. Степанки проживало 1898 чоловік.
Наприкінці ХIX ст., згідно з Всеросійським переписом 1897 р., населення села Степанки досягло 2288 осіб і вперше стало найбільшим серед сусідніх сіл.
В 1900 р. в с. Степанки нараховувалося 435 дворів з загальною кількістю жителів 2239. Головним заняттям було хліборобство. В селі існували 19 вітряків, 2 кузні, 1 хлібний магазин.
В цей час біля села виникає хутір біля Стахуревої балки, де проживало 8 осіб. Власниками хутора були Хандусі.
Населення займалося в основному сільським господарством, проте були дрібні промисли та садівництво фруктових дерев. Багато селян їздили на заробітки до Херсонської, Бессарабської, Таврійської губерній, Кавказу, Кубані, де працювали в основному на будівництві залізничних доріг та ритті ям (грабарство).
Під час Першої світової війни 1914-1918 років 86 жителів села були мобілізовані до складу армії Російської імперії.
10-11 лютого 1920 року у Степанках під час Першого зимового походу зупинялася на ночівлю Кінна бригада Армії УНР на чолі з Петром Дяченком. Проте Українська національна революція 1917-1921 рр. зазнала поразки і селі Степанки була встановлена влада більшовиків.

### У складі СРСР
В 1923 р. село Степанки ввійшло до Білозірського району Черкаської (згодом Шевченківської) округи. Після реформи 1925 року Білозірський район був ліквідований, а село Степанки віднесли до Черкаського району.
В 20-ті роки у селі діяли 2 приватні крамниці, 4 приватні кузні, 5 вітряків. Розпочавши насильницьку колективізацію, більшовицька влада змусила силою вступити місцевих селян до новоствореного колгоспу «Перемога». Наслідком такого насилля став Голодомор 1932-1933 років, під час якого жертвами стали 361 житель.
Під час німецько-радянської війни село перебувало в окупації з 7 серпня 1941 року до 21 січня 1944 року. В ході цієї війни до лав радянської армії було мобілізовано 310 осіб.

В 1954 році збудований Будинок культури. В цьому ж році до Степанківської сільської ради включили село Хутори, а 1958 р. – село Бузуків.
З 1953 р. по 1964 р. в селі було збудовано більше 1000 будинків. Село значно збільшилося. 

В 1968 році в селі проживало 2810 осіб.
В 1975 році було відкрито фельдшерсько-акушерський пункт.

### У незалежній Україні
У 2017 році село Степанки стали центром новоутвореної Степанківської об'єднаної територіальної громади у складі Степанківської та Хацьківської сільських рад.
У 2020 році сформовано Степанківську сільську територіальну громаду, до складу якої увійшли Степанки, Хацьки, Бузуків, Голов'ятине, Гуляйгородок, Малий Бузуків,  Залевки. У 2020 році у селі відкрили новозбудовану амбулаторію сімейної медицини.

## Населення

### Мовний склад
Рідна мова населення за даними перепису 2001 року:
| Мова       | Чисельність, осіб | Доля     |
| ---------- | ----------------- | -------- |
| Українська | 2 570             | 97,72 %  |
| Російська  | 54                | 2,05 %   |
| Інше       | 6                 | 0,23 %   |
| Разом      | 2 630             | 100,00 % |

## Церква

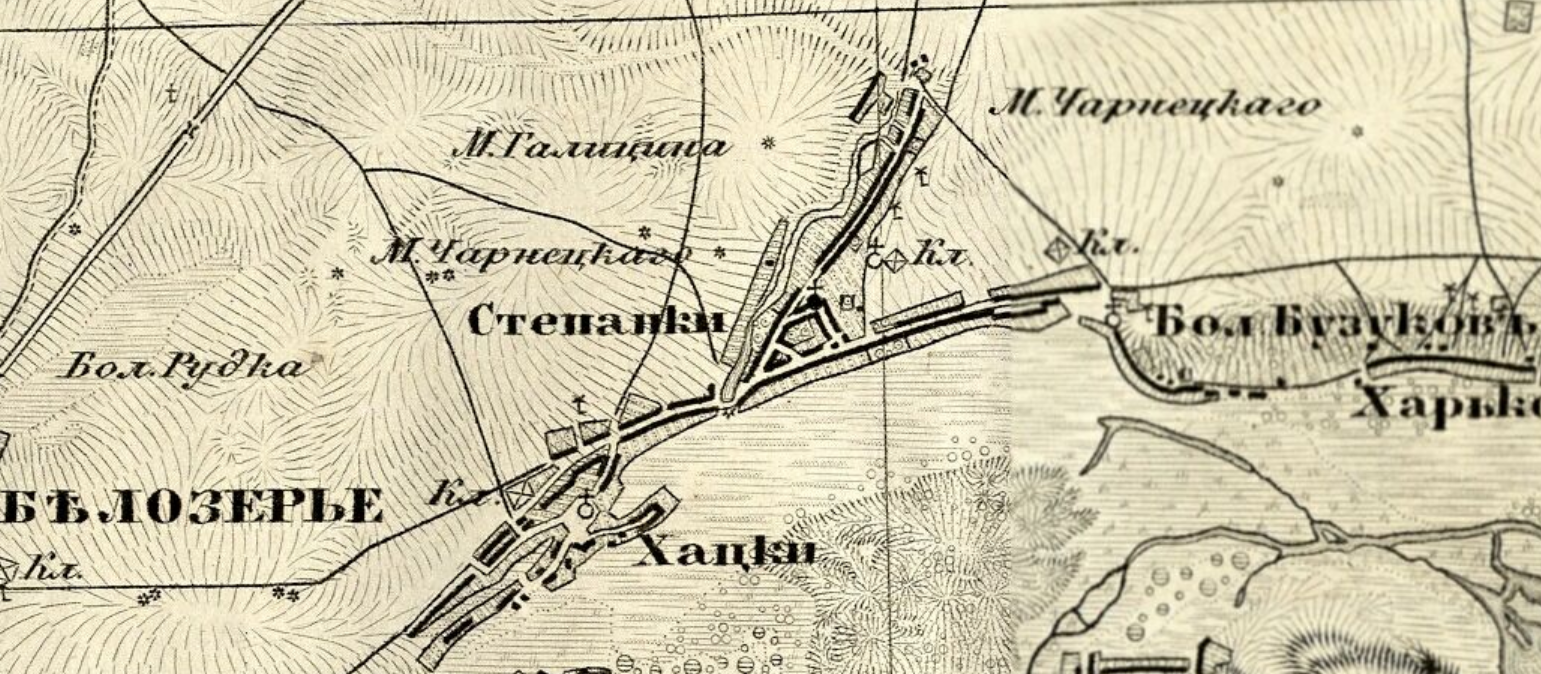

В середині XVIII ст. в селі вже існувала православна церква. 1766 року католики вигнали з церкви місцевого православного священника Федора Калішевського, а церкву перетворили в уніатську. Проте після Коліївщини 1768 року  церкву в селі повернули в православ’я.
14 жовтня 1775 року в селі була освячена дерев’яна Покровська церква. Назва церкви – Покровська вказує на те, що храмове свято 14 жовтня, яке святкують й нині в селі, існує ще з тих часів.
В 1832 року згоріла стара дерев’яна церква, а 1836 року почали будувати нову кам’яну церкву. Але до середини ХIX ст. вона була недобудована і руйнувалася ще в процесі будівництва. В руйнуванні церкви були звинувачені її архітектор Спірро, підрядники Калганов та Болотінков. У середині  ХIX ст. церква мала в користуванні 49 десятин землі.
Проте на карті Шуберта середини ХIX ст. в селі зображено дві церкви: дерев’яна, що знаходилася біля кладовища та кам’яна – в центрі села.
Церква в центрі села проіснувала до 1943 року і була зруйнована німецькими військами під час відступу.
З цього часу і до середини 90-х років XX ст. церкви в селі не було. В 1995 році в селі була створена Свято-Покровська церква, що належить до УПЦ (МП). Під приміщення церкви був обладнаний житловий будинок.
У 2013 році в центрі села громада села почала будівництво Свято-Покровської церкви, будівництво якої триває й донині.

## Освіта
В другій половині ХIX ст. в селі була створена церковно-прихідська школа. Проте, у 1893 році в Степанках було лише 11 чоловік грамотних.
В 1900 році в селі діяла 1 церковно-приходська школа.
В 1903-1910 роках школа стала однокласною (вивчалися Закон Божий, церковний спів, письмо, арифметика, читання). В школі в цей час навчалося 64 дитини (61 хлопчик і 3 дівчинки).
В 1918 році в селі була створена початкова школа, яка діяла до 1930 року. Під приміщення школи використовували будинок колишньої церковно-прихідської школи, а також конфіскований житловий будинок священника.
У 1926-1927 роках збудовано нове приміщення школи. З 1930 року вона стала семирічною з обов’язковим початковим навчанням. Першим директором семирічної школи був Чигрик Федір Іванович, а з другої половини 30-х років і напередодні війни – Матушевський Олекса Данилович. Перший випуск 7-го класу Степанківської середньої школи вібувся у 1933 році, а до початку 1941 року сьомий клас закінчили 488 учнів. Сьогодні в цьому приміщенні навчаються учні початкових класів.
В 1953 році семирічна школа стала середньою, яка мала від 15 до 18 класів (450-620 учнів). Довгий час директором школи працював Лука Кіндратович Мурза. Кількість учнів перевищувала 500 осіб, тому виникла потреба побудувати нову школу.
У 1964 році було збудовано нову школу та учнівську їдальню.
В грудні 2021 року Степанківська загальноосвітня школа I-III ступенів була перейменована на Степанківський ліцей – заклад загальної середньої освіти Степанківської сільської ради Черкаського району Черкаської області.
В 1957 році в селі був створений ДНЗ «Яблунька», де працювали 3 різновікові групи (70 дітей), у яких здобували освіту близько 70 дітей.
З 1997 року до 2015 року ДНЗ «Яблунька» призупинив свою діяльність у зв'язку з аварійним станом приміщення.
18 грудня 2015 року робота ДНЗ «Яблунька» була відновлено в відбудованому приміщенні.

## Економіка
За юридичною адресою у селі працює компанія «Буассон Еліт Бельведер Груп» (дочка «Marie Brizard Wine & Spirits») — виробник алкогольних та безалкогольних напоїв. Її завод — це колишній Черкаський лікеро-горілчаний завод, який у січні 2008 був перейменований на «Буассон Еліт Бельведер Груп». Через фінансову кризу французько-польська компанія мала фінансові проблеми. Цим скористалися деякі українські рейдери, які намагалися захопити підприємство, а потім його продати. Суд з банкрутства компанії почався у 2011 році і станом на 2016 так і не завершений, компанія так і не розплатилася з податками до українського бюджету та з кредиторами.

## Природа
По території села протікає річка Рудка, яка бере свій початок на південному заході за межами села, і впадає в Тясмин на адміністративній межі між селами Степанки та Хацьки. Проте більше ні в яких джерелах про річку Рудку не згадується. В ХIХ столітті на картах існує болото під такою назвою, а річки немає. Поблизу села розташовано ландшафтний заказник місцевого значення Степанківський.

## Походження прізвищ жителів села
Аналізуючи прізвища жителів села Степанки кінця XVIII ст., можна виділити такі групи походження:
1. Боярсько-шляхетські та козацько-дворянські прізвища (деякі утворені від іноземних слів) – Крижановський.
2. Так звані козацькі прізвища, що походять від чудернацьких прізвиськ простих козаків: Білокобила (Білокобиленко), Замниборщ (Замниборщенко).
3. Патронімічні та матронімічні прізвища (утворені від особових власних імен): Мусієнко (від Мойсей), Степаненко (від Степан), Тимошенко (від Тиміш), Юрченко (від Юрко), Васеланко та Васенко (від Василь), Вакула та Вакуленко, Лесь, Клименко (від Клим), Корнієнко (від Корній), Уласенко (від У(В)лас), Хоменко (від Хома).
4. Прізвища, утворені від професій, виду діяльності, чи за соціальним станом (назва професії чи виду діяльності особи з часом ставала прізвищем його прямих нащадків): Жупинас (???), Колесник, Коваль (Коваленко), Скляр, Шевченко, Ситник, Мисан (Мисаєнко, Мисаненко), Тертичник (Тертишнеченко), Запара.
5. Утворені від церковних посад та на релігійну тематику: Дяк (Дяченко).
6. Топонімічні прізвища (прізвища, утворені за місцем проживання чи походження особи): Галичій та Галиченко.
7. Прізвища, утворені від індивідуальних зовнішніх ознак особи. Характерна ознака особи ставала спочатку прізвиськом, іноді іронічним, яке згодом закріпилось за нащадками як родове прізвище: Балабуха, Косенко, Чуб, Хандусенко, Недуха, Глизенко, Стрижак, Маслак, Негрієнко.
8. Побутові прізвища (утворені від українських назв предметів домашнього вжитку, посуду, приладдя, музичних інструментів, одежі, взуття, тканин, меблів, будівель, споруд, засобів транспорту, сільськогосподарського та ремісничого обладнання, побутових виробів, розваг, дитячих іграшок, їжі, страв, частин тіла): Булава та Булавенко, Трубенко.
9. Флоронімічні: Зеленко (Зеленченко, Зеленська), Будяченко.
10. Анімалонімічні прізвища (утворені від українських назв тварин); деякі з них були давньоукраїнськими іменами прізвиськового типу: Заїка (Зайченко), Лисенко.
11. Страв і їжі: Ковбаса.
12. Виробів і продуктів: Макуха.
13. Явища природи: Негода.
14. Іноземного походження: Калга, Візір, Відев та Бодель.

Протягом XIX століття формування прізвищ жителів села Степанки продовжується. Свідченням цього є те, що в цей час паралельно зустрічається схожі прізвища: Фоменко – Хоменко, Труба – Трубенко, Мисан – Мисаненко – Мисаєнко, Глизь – Глизенко, Хандусь – Хандусенко, Заїка – Зайченко та ін.
В 2019 році в селі Степанки нараховувалося 398 прізвищ. Частина прізвищ збереглася від XVIІІ століття і до сьогодні.
Також в селі велика кількість прізвищ, що є типовими для села Степанки і локалізуються в більшості на території села.
На території села Степанки сформувалися прізвища, які так би мовити стали нині „візітівкою” села – Глизь, Жупинас, Зеленько, Мисан, Мохуренко, Недуха, Нечаєнко, Трубенко та Хандусь. Нині носії цих прізвищ становлять 38,2% дорослого населення села Степанки. Проте в зв’язку з міграційними процесами та депопуляцією в сучасній Україні цей відсоток щороку зменшується.

### Походження прізвища Глизь

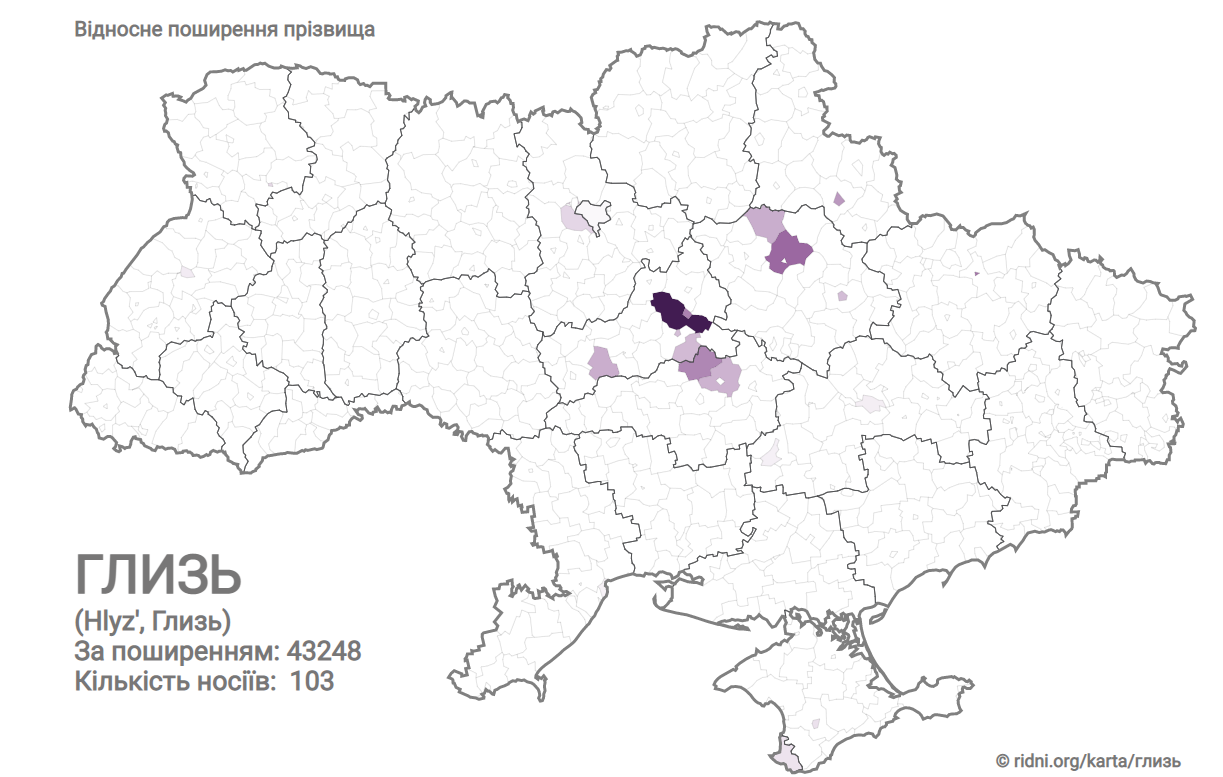

Загалом в Україні нараховується 103 носії даного прізвища. Найбільше носіїв в м. Черкаси – 31, а потім – в с. Степанки – 17 (16,5%). За поширенням – 43248 місце в Україні. Нині в Степанках 10 носіїв прізвища.
Вперше це прізвище ми зустрічаємо в 1795 році у формі Глизенко. Прізвище протягом свого формування в селі мало кілька форм: Глиз, Глизенко, Ґлизь. Остаточно сформувалося під час радянської українізації.
Що ж до походження, то вдалося віднайти лише єдину версію – від особистих рис людини. В Тлумачному словнику української мови є слово „глизявий” – вʼязкий, липкий. Тобто носій прізвища Глизь був навʼязливою людиною. Саме це прізвисько і стало прізвищем.

### Походження прізвища Жупинас

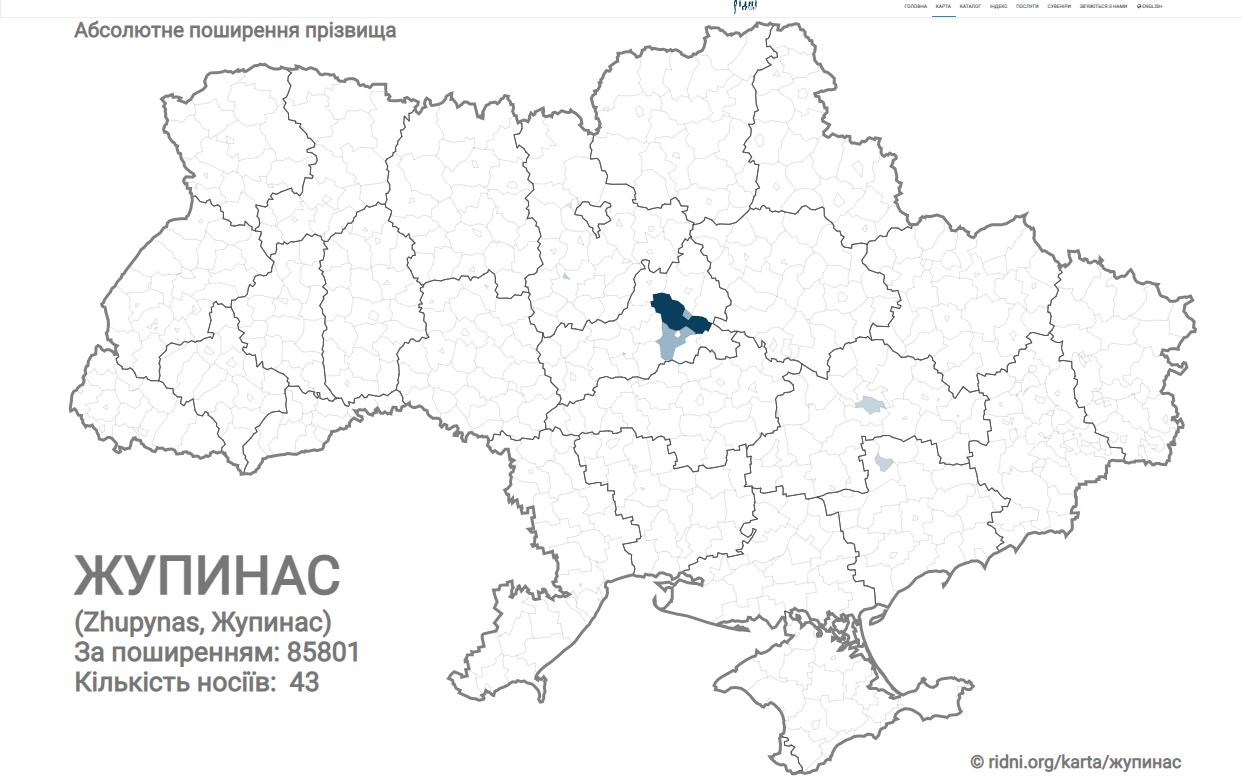

Загалом в Україні нараховується 43 носії даного прізвища. Найбільше носіїв в с. Степанки – 21 (48,8%). За поширенням – 85801 місце в Україні. Нині в Степанках 12 носіїв прізвища.
Вперше це прізвище ми зустрічаємо в 1788 році у формі Джупинас. Протягом XIX століття воно звучить як Жупинас (російською мовою, тобто Жупінас українською). Проте під час радянської українізації прізвище остаточно стає Жупинас, але поряд з ним виникає прізвище Жупінас, що характерне, зокрема, для м. Сміла. Одне з найпоширеніших прізвищ в селі (в 1923 році серед новонароджених зустрічається 10 разів (більше лише Зеленько – 13). Але в ході історичних подій носіїв даного прізвища значно зменшилося. Так, лише від Голодомору загинуло 18 носіїв, багато змінили своє прізвище в 50-60-х роках.
Що ж до походження то існує 2 версії. Згідно з першою жупин – пан або господар. Проте носії цього прізвища постійно рахуються серед селян. Хоча можливо носій цього прізвища мав відповідні риси характеру. Якщо ж врахувати, що жителі села в XVIІІ столітті могли бути переселені з західноукраїнських земель, то на Покутті існує патронімічний суфікс –ас – тобто Жупинас – син жупина – очільника жупи (комітата). Згідно з другою версією жупан – традиційний український одяг, а носій прізвища Жупинас якимось чином з ним повʼязаний. 

### Походження прізвища Зеленько

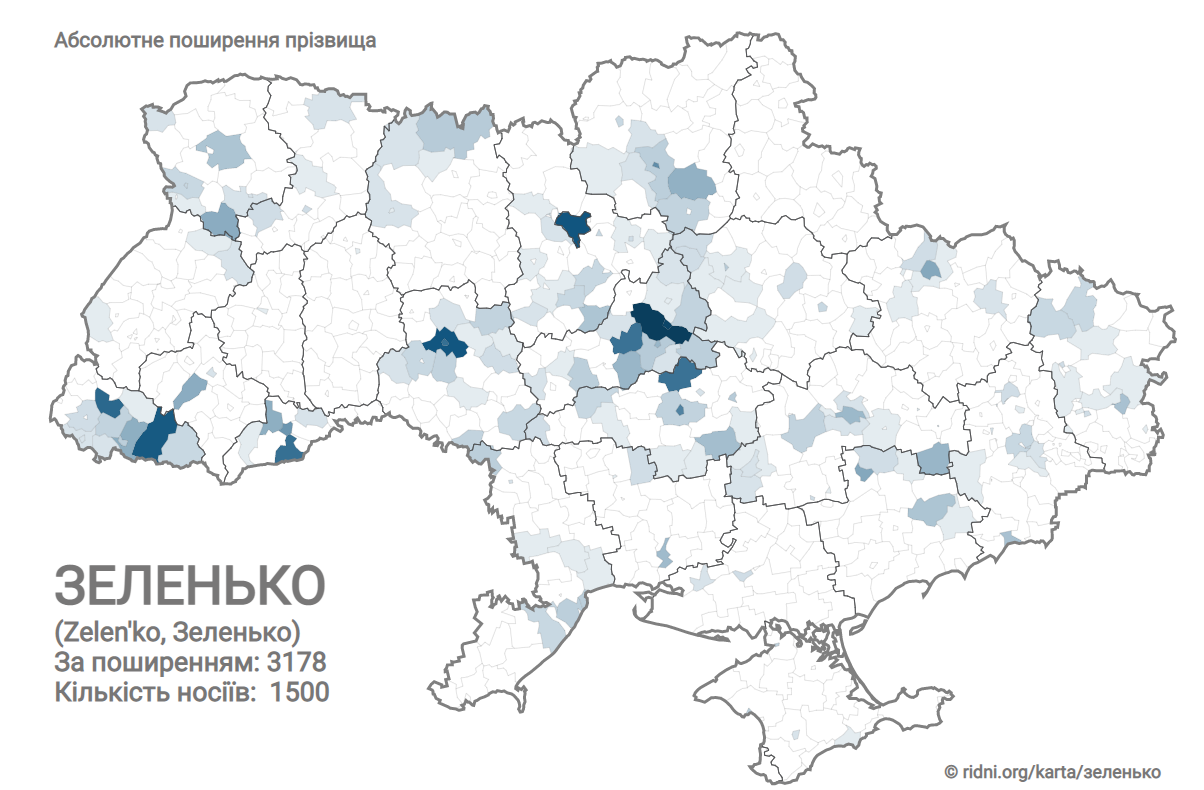

Загалом в Україні нараховується 1500 носії даного прізвища. Найбільше носіїв в м. Черкаси – 125, а в с. Степанки – 103 (6,8%). За поширенням – 3178 місце в Україні. Нині в Степанках 44 носії прізвища.
Вперше це прізвище ми зустрічаємо в 1788 році. Причому паралельно існують прізвища Зеленська та Зеленченко. Так, в 1913 році серед новонароджених зустрічається 16 разів, а в 1923 році – 13. Але в ході історичних перепетій носіїв даного прізвища значно зменшилося. Так, лише від Голодомору загинуло 21 носій. Ймовірно, що прізвище походить від іменника зелень. За першою версією, носії даного прізвища володіли якимись знахарськими здібностями, тому збирали різну зелень для відварів. За іншою версією, можливо, це людина без досвіду – „зелень”, що зустрічається в розмовній українській мові. Прізвище Зелений, Зеленя, Зеленін зустрічаються з початку 16 століття. 

### Походження прізвища Мисан

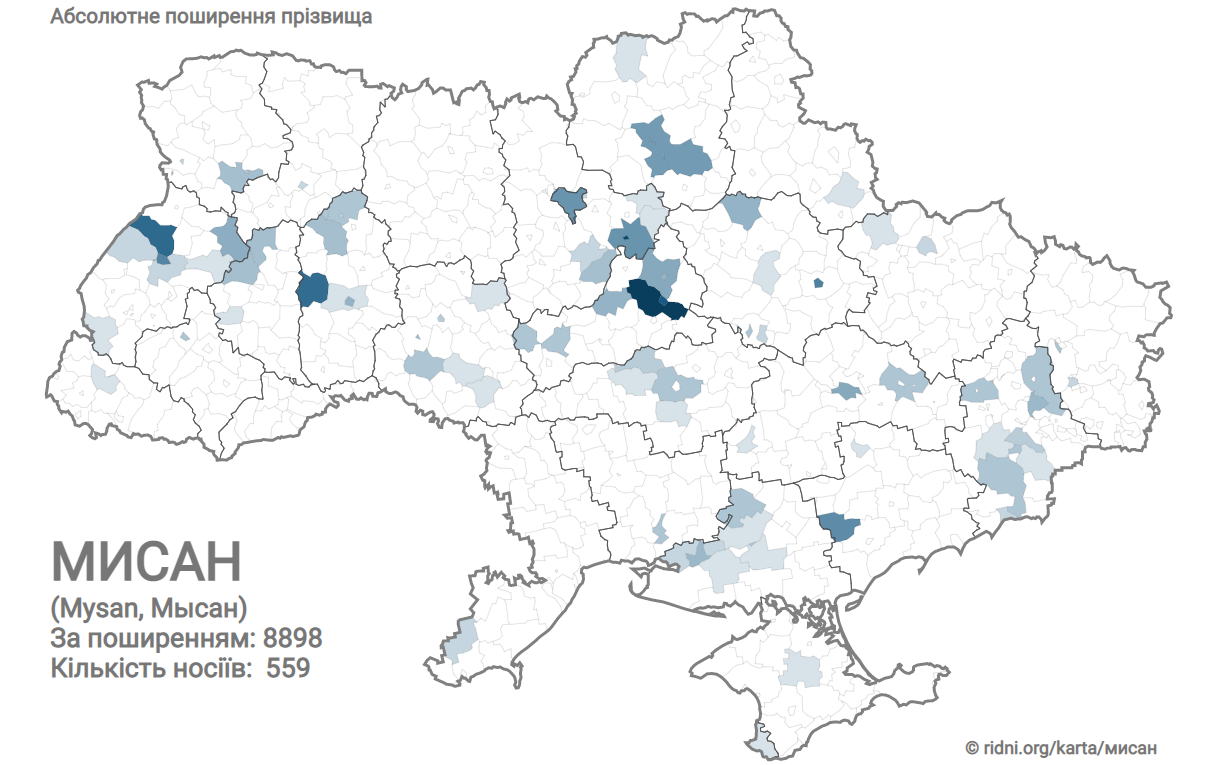

Загалом в Україні нараховується 559 носії даного прізвища. Найбільше носіїв в м. Переяслав – 48, в м. Черкаси (33) та в с. Степанки – 31 (5,5%). За поширенням – 8898 місце в Україні. Нині в Степанках 14 носії прізвища. 
Вперше це прізвище ми зустрічаємо в 1788 році у формі Мисан, Мисаєнко та Мисаненко.
За першою версією, прізвище походить від чоловічого імені Мис або Миса (козаки з іменем Мисань представлені як Михайло знаходимо серед козаків Уманського полку 1649 року). За іншою версією Мисан – майстер з виготовлення мисок (в українській мові існувало слово миса – велика тарілка). Інша версія, що Мисан – пекар, який змушений був часто місити тісто, від чого його й прозвали Мисан. 

### Походження прізвища Мохуренко

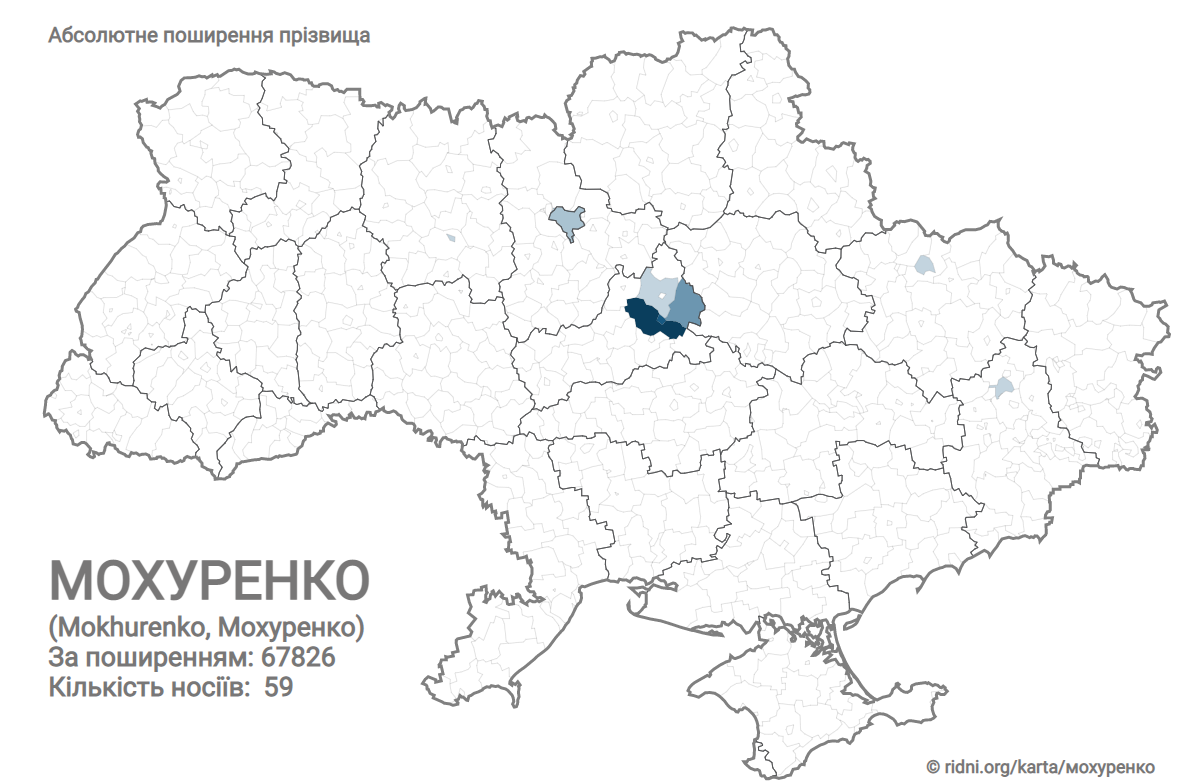

Загалом в Україні нараховується 59 носії даного прізвища. Найбільше носіїв в с. Степанки – 25 (42,4%). За поширенням – 67826 місце в Україні. Нині в Степанках 15 носії прізвища.
Це прізвище прийшло з с. Бузуків, вперше зустрічаємо в 1913 році. На жаль, походження даного прізвища зʼясувати не вдалося. 

### Походження прізвища Недуха

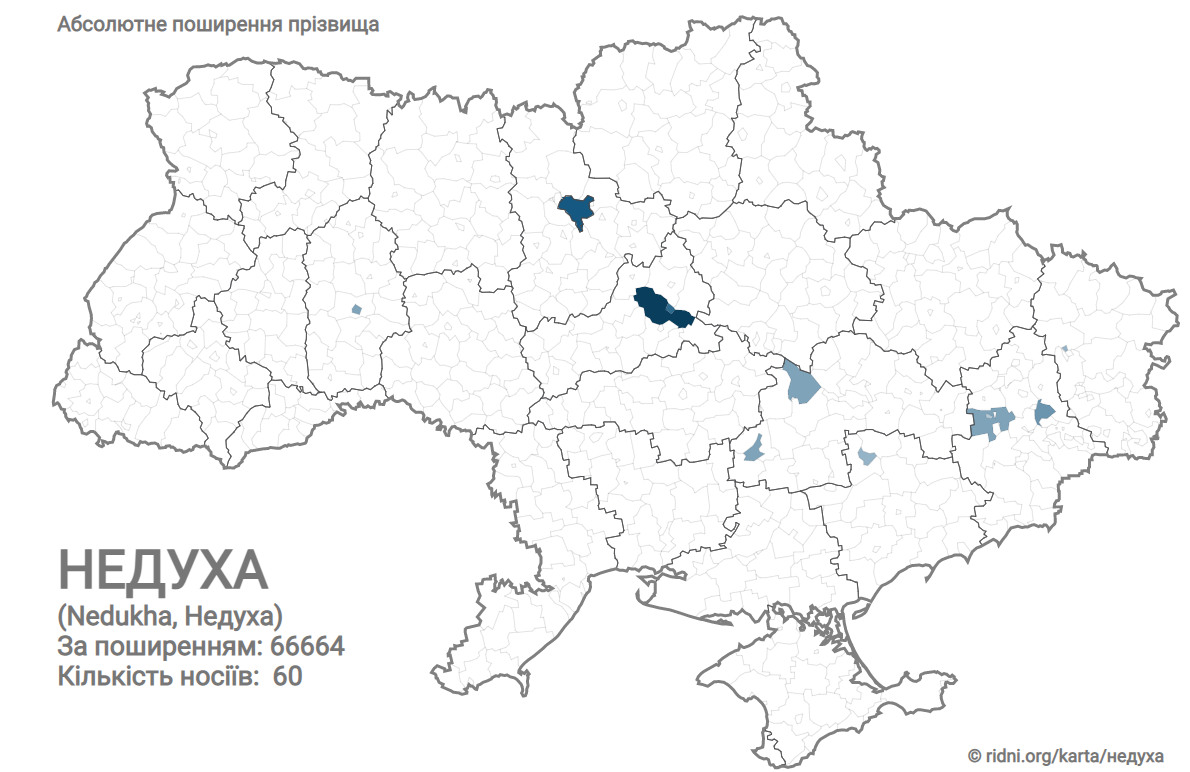

Загалом в Україні нараховується 60 носії даного прізвища. Найбільше носіїв в с. Степанки – 12 (20%). За поширенням – 66664 місце в Україні. Нині в Степанках 6 носії прізвища.
Вперше це прізвище ми зустрічаємо в 1821 році у формі Недушенко.
Існує 2 версії походження. Згідно з першою, прізвище виникло від світського імені Недух. Як і всі прізвища на „не” воно виконувало захисну функцію і використовувалося як оберіг. Тобто прізвище Недуха повинне „захищати” свого носія від злих духів. Згідно з другою версією, носій цього прізвища відзначався боязню та страхом. В українській мові є вираз „людина з духом” – стійкий, сміливий, хоробрий. Протилежно – Недуха. 

### Походження прізвища Нечаєнко

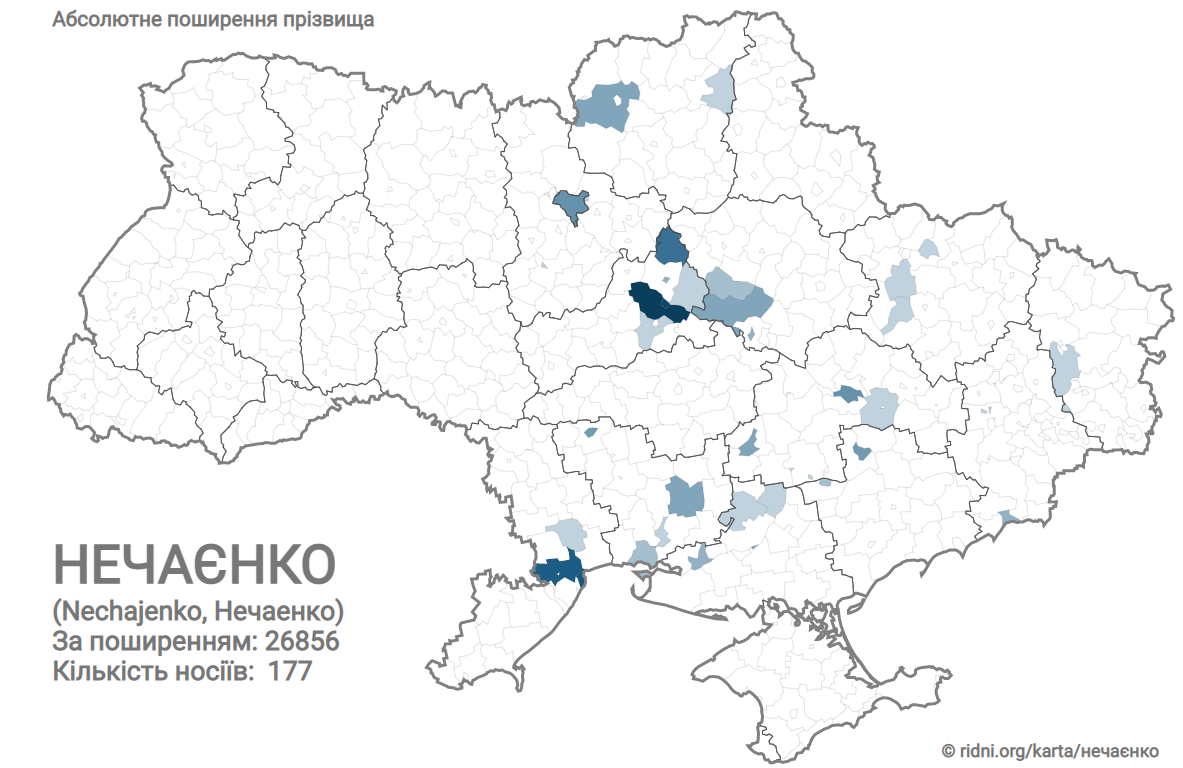

Загалом в Україні нараховується 177 носії даного прізвища. Найбільше носіїв в м. Черкаси (23) та с. Степанки – 18 (10%). За поширенням – 26856 місце в Україні. Нині в Степанках 14 носії прізвища.
Прізвище має патронімічне походження і походить від імені Нечай, яке зустрічається дуже часто в період козацтва. В козацькому Реєстрі 1649 року знаходимо 7 носіїв цього прізвища, зокрема Кіндрат Нечаєнко з Мошенської сотні Черкаського полку. В Реєстрі 1756 року зустрічаємо ще одного козака Нечаєнка.

### Походження прізвища Трубенко

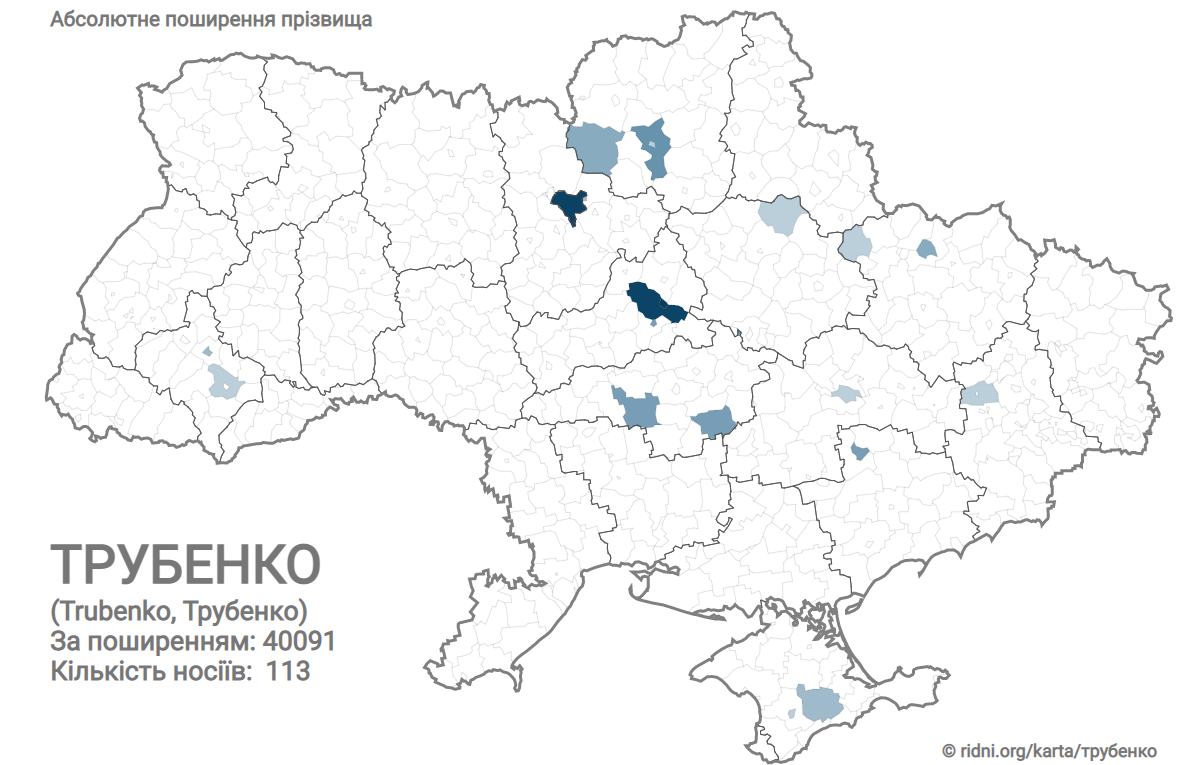

Загалом в Україні нараховується 113 носії цього прізвища. Найбільше носіїв в м. Черкаси (25), м. Київ (23) та с. Степанки — 14 (12,4 %). За поширенням — 40091 місце в Україні. Нині в Степанках 7 носії прізвища. 
Уперше зустрічається в 1788 році у формі Труба та Трубенко.
Існує дві версії походження цього прізвища. Згідно з першою, носій цього прізвища мав риси вдачі або, можливо, фах, пов'язаний з поширенням інформації, новин чи чуток. Тому за це отримав прізвисько труба, що згодом стало прізвищем. Версія друга говорить, що носій цього прізвища мав якесь відношення до музики, тому й прозивався Труба. А суфікс –енк вказує, що Трубенко — син Труби.
У Реєстрі 1649 року знаходимо 3 козаки, що мають прізвище Трубенко

### Походження прізвища Хандусь

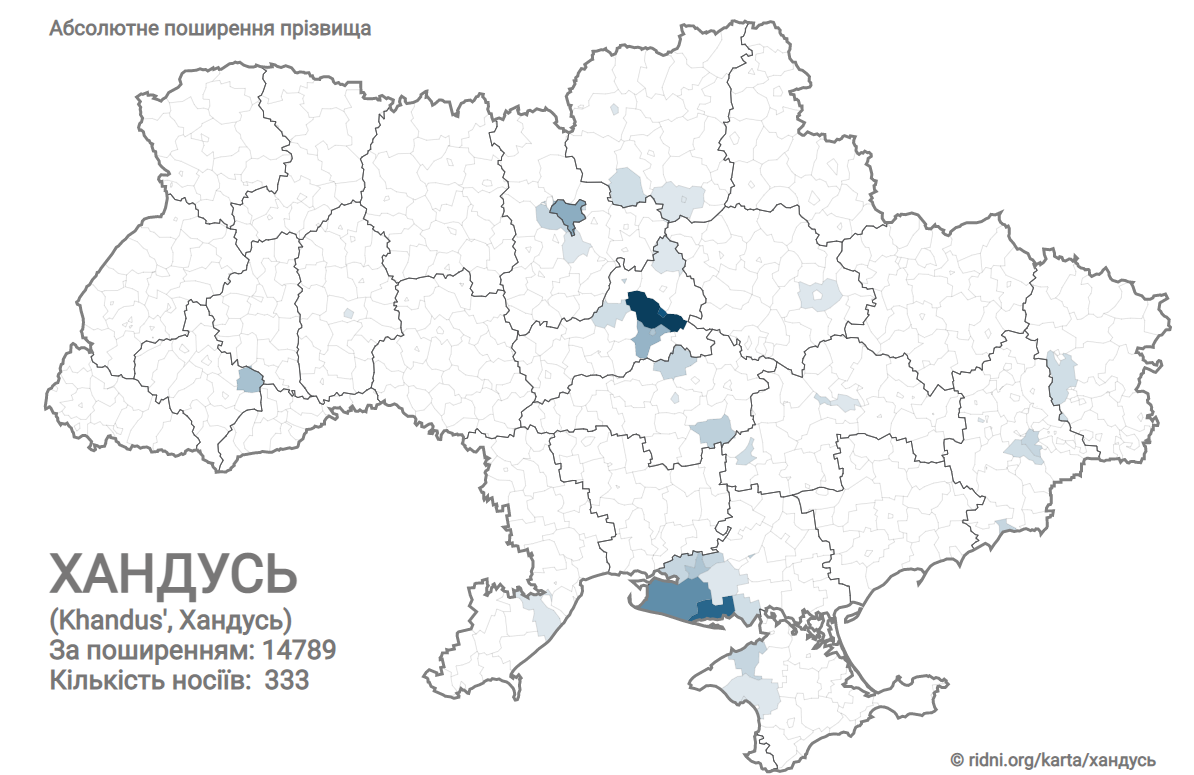

Загалом в Україні нараховується 333 носії даного прізвища. Найбільше носіїв в с. Степанки – 71 (21,3%). За поширенням – 14789 місце в Україні. Нині в Степанках 30 носії прізвища.
Вперше це прізвище ми зустрічаємо в 1788 році у формі Хандусь та Хандусенко.
В старобілоруській мові та північноукраїнських діалектах є слово хандога, що означає чиста та охайна людина. Можливо, саме така людина спочатку звалася хандога, а згодом прізвисько трансформувалося в прізвище Хандусь. За іншою версією, прізвище походить від слова російського слова „хандра”. Тобто людина без настрою, плаксій – Хандрусь, що трансформувалося у Хандусь. 

## Відомі люди
У селі народилися:
- Хоменко Іван Антонович — Герой Радянського Союзу
- Тертишний Петро Вакулович — Герой Радянського Союзу.[8]

## Галерея
|                                                  |
| Братська могила загиблих у Другій світовій війні |

|                                         |
| Меморіальна плита біля братської могили |